# Montemarano
Montemarano – miejscowość i gmina we Włoszech, w regionie Kampania, w prowincji Avellino.
Według danych na 1 stycznia 2022 roku gminę zamieszkiwały 2622 osoby (1294 mężczyzn i 1328 kobiet).